# Invacar

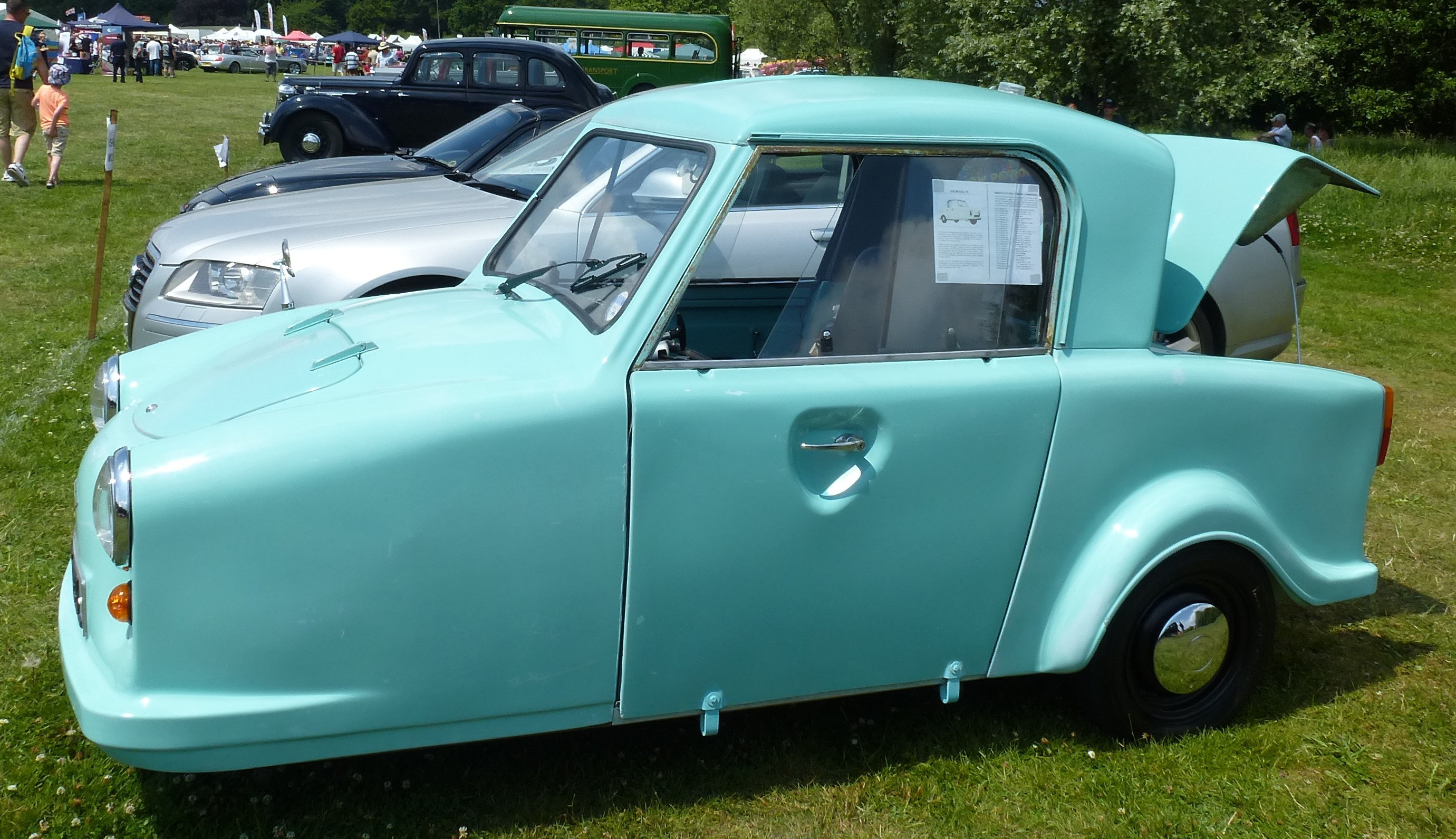
1973 年的 Invacar

Invacar 是一种小型单座迷你车，专供残疾司机使用，并在英国免费分发。

## 历史

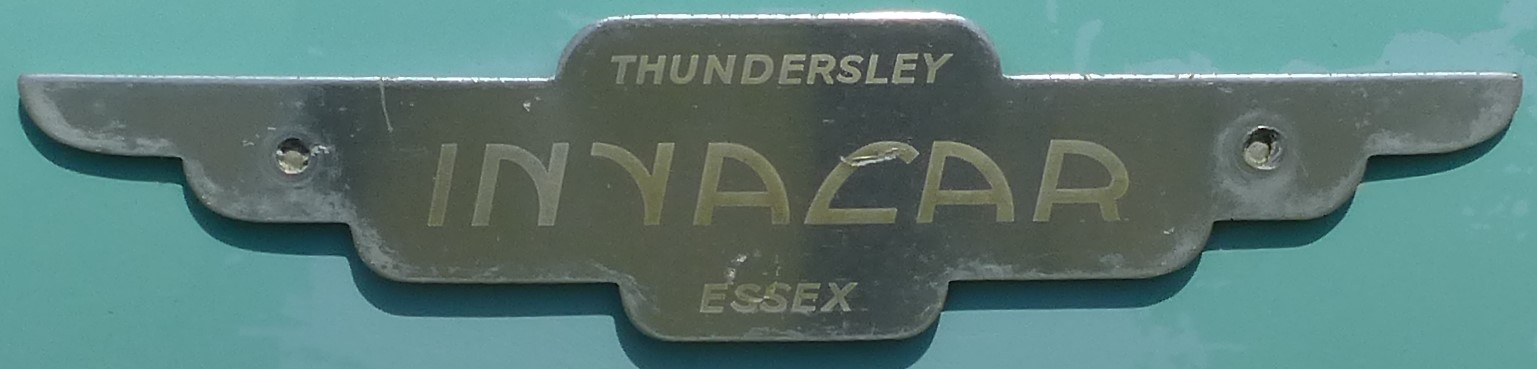
Invacar 徽章

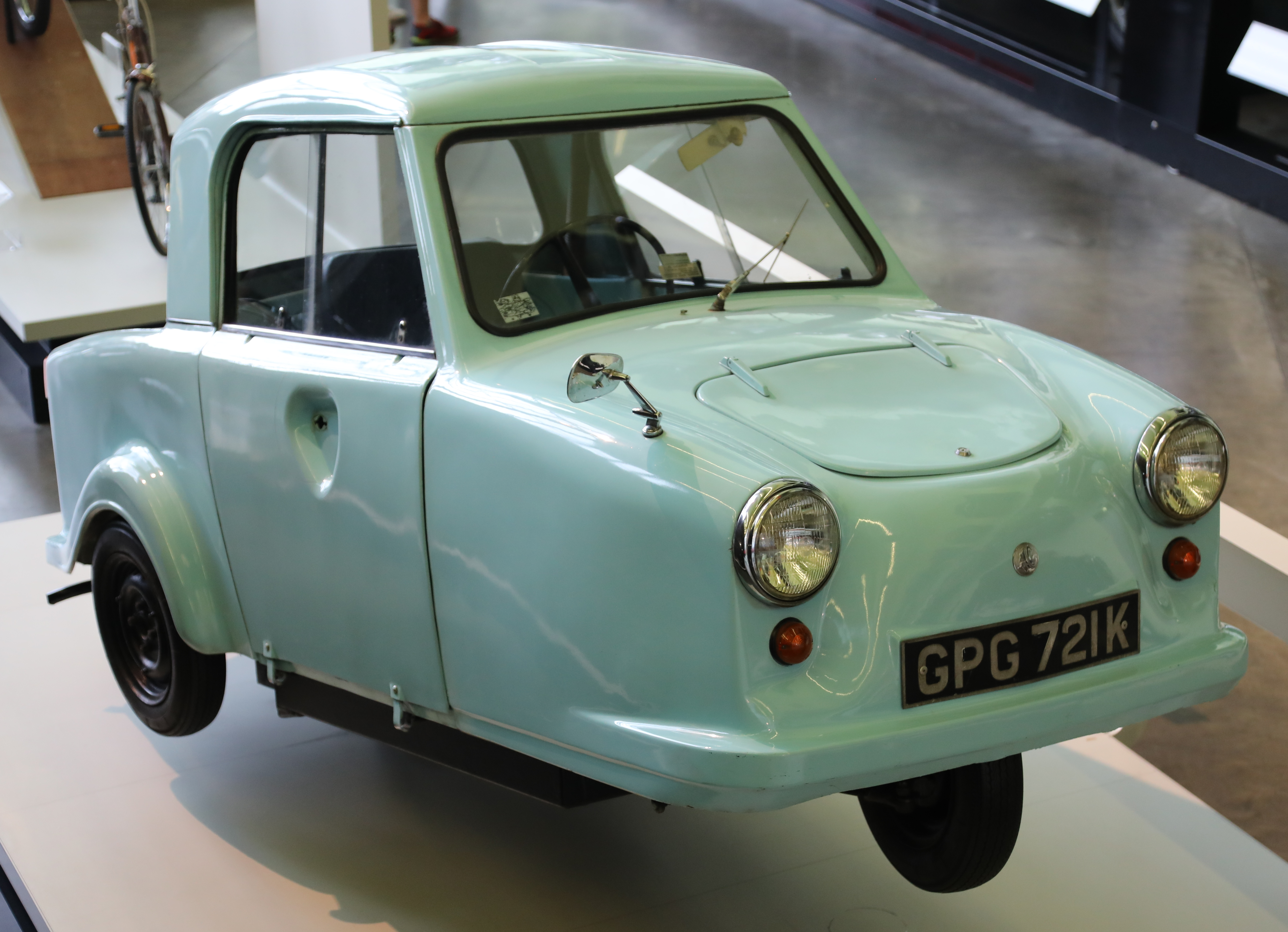
型号 70

1948年，伯特·格里夫斯在他瘫痪的表弟德里·普雷斯顿·科布的帮助下，改装了一辆完全由人工控制的摩托车，作为普雷斯顿·科布的交通工具。在第二次世界大战中致残的前军人的数量中，他们发现了一个商业机会，并向英国政府寻求支持，导致了Invacar有限公司的成立。  英国养老金部从1948年到1970年代一直向残疾人免费发放因瓦克汽车。
早期的车辆由风冷的维利尔斯147毫升发动机提供动力，但当该发动机在1970年代初停止生产时，它被功率更大的四冲程500毫升或600毫升斯太尔-戴姆勒-普赫发动机所取代，据说最高速度为82英里/小时（132公里/小时）。在20世纪60年代和70年代，Invacar采用了现代的玻璃鋼外壳和冰蓝色的颜色，并以衛生及社會關懷部命名为Ministry Blue。产量达到了数万辆。发展--包括加长的轴距、加宽的轨道和使用奧斯汀迷你车轮--见证了Invacars的发展，直到1977年DHSS最后的合同结束。共生产了50多个变体。
2003年3月31日，由于安全问题，政府拥有的所有Invacars被召回并报废。 这种老式车辆无法满足现代政府的规定，需要根据摩托车单一车辆批准计划获得批准，这是欧盟制定的标准的一部分。在2003年的召回和报废计划之前，英国仍有大约200辆Invacars。政府仓库中数百辆库存的Invacars连同其所有的零部件都被报废了。少数例子在英国和国外的私人车主和博物馆手中幸存。Invacars仍然可以在英国的道路上使用；只有政府拥有的车辆被报废了。
所有的Invacars都是由政府拥有的，并作为残疾人福利的一部分出租给残疾人司机。自从引入Motability计划以来，它们的使用一直在下降，该计划为残疾司机提供了带有改装选项的传统汽车。 2018年，它在BBC 4的节目《国家医疗服务系统》中出现。与亚历克斯-布鲁克合作的《人民的历史》。